# هنگ پنجم سواره نظام (ایالات متحده)
هنگ پنجم سواره نظام (انگلیسی: 5th Cavalry Regiment)، یا شوالیه‌های سیاه، یک واحد از ارتش ایالات متحده است که خدمات خود را از یک دهه قبل از جنگ‌های داخلی آمریکا آغاز کرده و فعالیت‌های آن تاکنون نیز ادامه دارد.

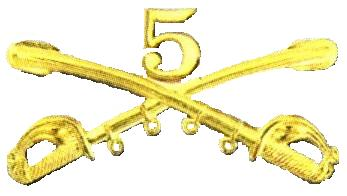
نشان هنگ پنجم سواره نظام ایالات متحده

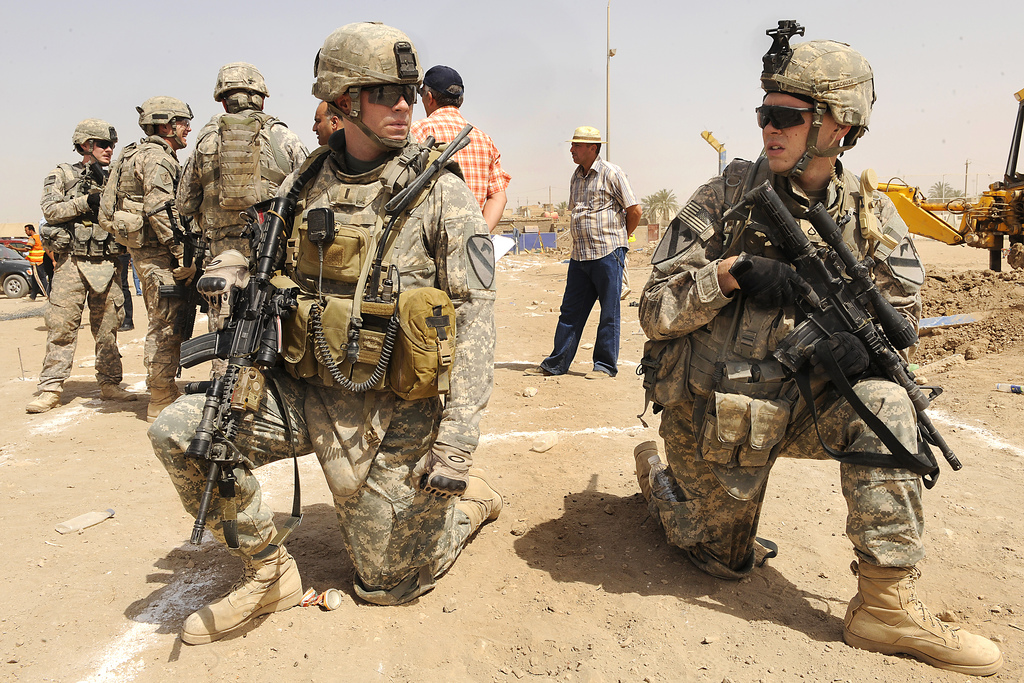
سربازان گردان دوم هنگ پنجم سواره نظام در حال گشت زنی در نزدیکی اور، عراق. (۲۰۰۹)